# Världscupen i skeleton
Världscupen i skeleton är en årlig serie av skeletontävlingar som anordnas av Fédération Internationale de Bobsleigh et de Tobogganing, (FIBT). Herrarna hade premiärsäsongen säsongen 1986/1987, damtävlingarna säsongen 1996/1997.

## Herrar
Debuterade: 1986/1987
| Säsong    | Etta                       | Tvåa                      | Trea                       |
| --------- | -------------------------- | ------------------------- | -------------------------- |
| 1986/1987 | Andi Schmid (AUT)          | Alain Wicki (SUI)         | Christian Auer (AUT)       |
| 1987/1988 | Andi Schmid (AUT)          | Alain Wicki (SUI)         | Christian Auer (AUT)       |
| 1988/1989 | Alain Wicki (SUI)          | Christian Auer (AUT)      | Andi Schmid (AUT)          |
| 1989/1990 | Christian Auer (AUT)       | Urs Vercoli (SUI)         | Franz Plangger (AUT)       |
| 1990/1991 | Christian Auer (AUT)       | Michael Grünberger (AUT)  | Andi Schmid (AUT)          |
| 1991/1992 | Christian Auer (AUT)       | Gregor Stähli (SUI)       | Martin Thaler (AUT)        |
| 1992/1993 | Franz Plangger (AUT)       | Christian Auer (AUT)      | Gregor Stähli (SUI)        |
| 1993/1994 | Christian Auer (AUT)       | Andi Schmid (AUT)         | Franz Plangger (AUT)       |
| 1994/1995 | Christian Auer (AUT)       | Franz Plangger (AUT)      | Alexander Müller (AUT)     |
| 1995/1996 | Ryan Davenport (CAN)       | Michael Grünberger (AUT)  | Christian Auer (AUT)       |
| 1996/1997 | Alexander Müller (AUT)     | Ryan Davenport (CAN)      | Willi Schneider (GER)      |
| 1997/1998 | Willi Schneider (GER)      | Kazuhiro Koshi (JPN)      | Andy Böhme (GER)           |
| 1998/1999 | Andy Böhme (GER)           | Ryan Davenport (CAN)      | Jim Shea (USA)             |
| 1999/2000 | Andy Böhme (GER)           | Chris Soule (USA)         | Kristan Bromley (GBR)      |
| 2000/2001 | Lincoln DeWitt (USA)       | Kazuhiro Koshi (JPN)      | Jim Shea (USA)             |
| 2001/2002 | Gregor Stähli (SUI)        | Chris Soule (USA)         | Martin Rettl (AUT)         |
| 2002/2003 | Chris Soule (USA)          | Jeff Pain (CAN)           | Kazuhiro Koshi (JPN)       |
| 2003/2004 | Kristan Bromley (GBR)      | Duff Gibson (CAN)         | Frank Kleber (GER)         |
| 2004/2005 | Jeff Pain (CAN)            | Chris Soule (USA)         | Duff Gibson (CAN)          |
| 2005/2006 | Jeff Pain (CAN)            | Gregor Stähli (SUI)       | Eric Bernotas (USA)        |
| 2006/2007 | Zach Lund (USA)            | Eric Bernotas (USA)       | Aleksandr Tretjakov (RUS)  |
| 2007/2008 | Kristan Bromley (GBR)      | Jon Montgomery (CAN)      | Zach Lund (USA)            |
| 2008/2009 | Aleksandr Tretjakov (RUS)  | Florian Grassl (GER)      | Frank Rommel (GER)         |
| 2009/2010 | Martins Dukurs (LAT)       | Frank Rommel (GER)        | Sandro Stielicke (GER)     |
| 2010/2011 | Martins Dukurs (LAT)       | Sandro Stielicke (GER)    | Frank Rommel (GER)         |
| 2011/2012 | Martins Dukurs (LAT)       | Frank Rommel (GER)        | Tomass Dukurs (LAT)        |
| 2012/2013 | Martins Dukurs (LAT)       | Tomass Dukurs (LAT)       | Alexander Kröckel (GER)    |
| 2013/2014 | Martins Dukurs (LAT)       | Tomass Dukurs (LAT)       | Matthew Antoine (USA)      |
| 2014/2015 | Martins Dukurs (LAT)       | Tomass Dukurs (LAT)       | Axel Jungk (GER)           |
| 2015/2016 | Martins Dukurs (LAT)       | Yun Sung-bin (KOR)        | Tomass Dukurs (LAT)        |
| 2016/2017 | Martins Dukurs (LAT)       | Yun Sung-bin (KOR)        | Aleksandr Tretjakov (RUS)  |
| 2017/2018 | Yun Sung-bin (KOR)         | Axel Jungk (GER)          | Tomass Dukurs (LAT)        |
| 2018/2019 | Aleksandr Tretjakov (RUS)  | Yun Sung-bin (KOR)        | Martins Dukurs (LAT)       |
| 2019/2020 | Martins Dukurs (LAT)       | Aleksandr Tretjakov (RUS) | Yun Sung-bin (KOR)         |
| 2020/2021 | Martins Dukurs (LAT)       | Alexander Gassner (GER)   | Tomass Dukurs (LAT)        |
| 2021/2022 | Martins Dukurs (LAT)       | Axel Jungk (GER)          | Christopher Grotheer (GER) |
| 2022/2023 | Christopher Grotheer (GER) | Matt Weston (GBR)         | Marcus Wyat (GBR)          |

## Damer
Debuterade: 1996/1997
| Säsong    | Etta                        | Tvåa                      | Trea                        |
| --------- | --------------------------- | ------------------------- | --------------------------- |
| 1996/1997 | Steffi Hanzlik (GER)        | Michelle Kelly (CAN)      | Maya Bieri (SUI)            |
| 1997/1998 | Maya Bieri (SUI)            | Steffi Hanzlik (GER)      | Susan Speiran (CAN)         |
| 1998/1999 | Steffi Hanzlik (GER)        | Ursi Walliser (SUI)       | Maya Bieri (SUI)            |
| 1999/2000 | Alexandra Hamilton (GBR)    | Maya Bieri (SUI)          | Michelle Kelly (CAN)        |
| 2000/2001 | Alex Coomber (GBR)          | Steffi Hanzlik (GER)      | Maya Pedersen-Bieri (SUI)   |
| 2001/2002 | Alex Coomber (GBR)          | Maya Pedersen-Bieri (SUI) | Lindsay Alcock (CAN)        |
| 2002/2003 | Michelle Kelly (CAN)        | Lindsay Alcock (CAN)      | Tristan Gale (USA)          |
| 2003/2004 | Lindsay Alcock (CAN)        | Diana Sartor (GER)        | Michelle Kelly (CAN)        |
| 2004/2005 | Noelle Pikus-Pace (USA)     | Maya Pedersen-Bieri (SUI) | Kerstin Jürgens (GER)       |
| 2005/2006 | Mellisa Hollingsworth (CAN) | Maya Pedersen-Bieri (SUI) | Diana Sartor (GER)          |
| 2006/2007 | Katie Uhlaender (USA)       | Noelle Pikus-Pace (USA)   | Michelle Kelly (CAN)        |
| 2007/2008 | Katie Uhlaender (USA)       | Michelle Kelly (CAN)      | Mellisa Hollingsworth (CAN) |
| 2008/2009 | Marion Trott (GER)          | Shelley Rudman (GBR)      | Katie Uhlaender (USA)       |
| 2009/2010 | Mellisa Hollingsworth (CAN) | Shelley Rudman (GBR)      | Kerstin Szymkowiak (GER)    |
| 2010/2011 | Anja Huber (GER)            | Shelley Rudman (GBR)      | Mellisa Hollingsworth (CAN) |
| 2011/2012 | Shelley Rudman (GBR)        | Marion Thees (GER)        | Anja Huber (GER)            |
| 2012/2013 | Marion Thees (GER)          | Anja Huber (GER)          | Katie Uhlaender (USA)       |
| 2013/2014 | Elizabeth Yarnold (GBR)     | Noelle Pikus-Pace (USA)   | Shelley Rudman (GBR)        |
| 2014/2015 | Janine Flock (AUT)          | Elizabeth Yarnold (GBR)   | Tina Hermann (GER)          |
| 2015/2016 | Tina Hermann (GER)          | Jacqueline Lölling (GER)  | Jane Channell (CAN)         |
| 2016/2017 | Jacqueline Lölling (GER)    | Tina Hermann (GER)        | Mirela Rahneva (CAN)        |
| 2017/2018 | Jacqueline Lölling (GER)    | Tina Hermann (GER)        | Elisabeth Vathje (CAN)      |
| 2018/2019 | Jelena Nikitina (RUS)       | Tina Hermann (GER)        | Mirela Rahneva (CAN)        |
| 2019/2020 | Jacqueline Lölling (GER)    | Janine Flock (AUT)        | Jelena Nikitina (RUS)       |
| 2020/2021 | Janine Flock (AUT)          | Tina Hermann (GER)        | Kimberley Bos (NED)         |
| 2021/2022 | Kimberley Bos (NED)         | Janine Flock (AUT)        | Jelena Nikitina (RUS)       |
| 2022/2023 | Tina Hermann (GER)          | Kimberley Bos (NED)       | Mirela Rahneva (CAN)        |